# Limosina agilis
Limosina agilis är en tvåvingeart som först beskrevs av Contarini 1847.  Limosina agilis ingår i släktet Limosina och familjen hoppflugor.
Artens utbredningsområde är Italien. Inga underarter finns listade i Catalogue of Life.